# Gheorghe Viorel Dumitrescu
Gheorghe Viorel Dumitrescu (n. 18 decembrie 1929) este un fost senator român în legislatura 2000-2004 ales în județul Cluj pe listele partidului PRM și în legislatura 2004-2008 ales în județul Vâlcea pe listele partidului PRM. În legislatura 2000-2004, Gheorghe Viorel Dumitrescu a fost membru în grupurile parlamentare de prietenie cu Republica Elenă și Republica Austria. În legislatura 2004-2008, Gheorghe Viorel Dumitrescu a fost membru în grupurile parlamentare de prietenie cu Republica Serbia, Republia Croația, Republica Elenă și Republica Austria. În legislatura 2004-2008, Gheorghe Viorel Dumitrescu a inițiat 111 de propuneri legislative, din care 4 au fost promulgate legi. 